# Phylloxylon perrieri
Phylloxylon perrieri é uma espécie vegetal da família Fabaceae.
Apenas pode ser encontrada no Madagáscar.